# 보스턴 볼 호그스
보스턴 볼 호그스(영어: Boston Ball Hogs)는 미국 매사추세츠주 보스턴을 연고로 하는 3on3리그인 BIG3 소속 농구 팀이다.